# Ogasawara Nagatoki

Emblème (mon) du clan Ogasawara.

Ogasawara Nagatoki est un nom japonais traditionnel ; le nom de famille (ou le nom d'école), Ogasawara, précède donc le prénom (ou le nom d'artiste).
Ogasawara Nagatoki (小笠原長時, 9 novembre 1519-17 avril 1583) est un samouraï et daimyo de la province de Shinano à l'époque Sengoku.

## Biographie
En 1542, la province de Shinano est envahie par Takeda Shingen et Ogasawara fait alliance avec Murakami Yoshikiyo, Suwa Yorishige et Kiso Yoshiyasu pour tenter de l'arrêter. Ils rencontrent les forces de Takeda Shingen à la bataille de Sezawa le 9 mars 1542 et sont défaits.
À la suite de cette défaite et de la conquête de ses terres, Ogasawara s'allie à Uesugi Kenshin, principal rival de Takeda. Il combat aux côtés de Takatō Yoritsugu en 1545, mais échouent finalement dans leur défense contre le premier siège du château de Takatō. Ogasawara est de nouveau défait par Shingen plusieurs années plus tard, à la bataille de Shiojiritoge de 1548, lors de laquelle il est frappé par une attaque surprise à l'aube ; beaucoup de ses hommes sont tués alors qu'ils se saisissent de leurs armes et armures. Sa série de défaites continue l'année suivante quand Shingen s'empare d'un certain nombre de forteresses, dont Fukashi (à présent château de Matsumoto), au siège de Fukashi.
Cette dernière et amère défaite amène Ogasawara Nagatoki à se retirer à Kyoto où il enseigne l'équitation et le tir à l'arc (kyūdō) jusqu'à son assassinat en 1583. Quelques-uns de ses descendants deviennent daimyos à l'époque d'Edo, en particulier en tant que dirigeants du domaine de Kokura.

## Source de la traduction
- (en) Cet article est partiellement ou en totalité issu de l’article de Wikipédia en anglais intitulé « Ogasawara Nagatoki » (voir la liste des auteurs).